# M22 그래프
M22 그래프 또는 메스너 그래프(영어: Mesner graph)는 매개변수 (77, 16, 0, 4)를 갖는 유일한 강한 정규 그래프이다.

## 구성

### 슈타이너 계 (3, 6, 22)에서 구성
슈타이너 계 (3, 6, 22)에서 77개의 블록을 꼭짓점으로 표시하고 두 꼭짓점에 공통점이 없는 경우 결합하거나 히그먼-심스 그래프에서 꼭짓점과 그 이웃을 삭제하여 구성한다.

## 성질
M22 그래프는 알려져 있는 7개의 삼각형이 없는 강한 정규 그래프 중 하나이다. 그래프 스펙트럼은 (-6)21 255 161 이고, 자기 동형군은 마티외 군 M22이다.

## 같이 보기
- 히그먼-심스 그래프
- 게비르츠 그래프